# Bàsquet aquàtic

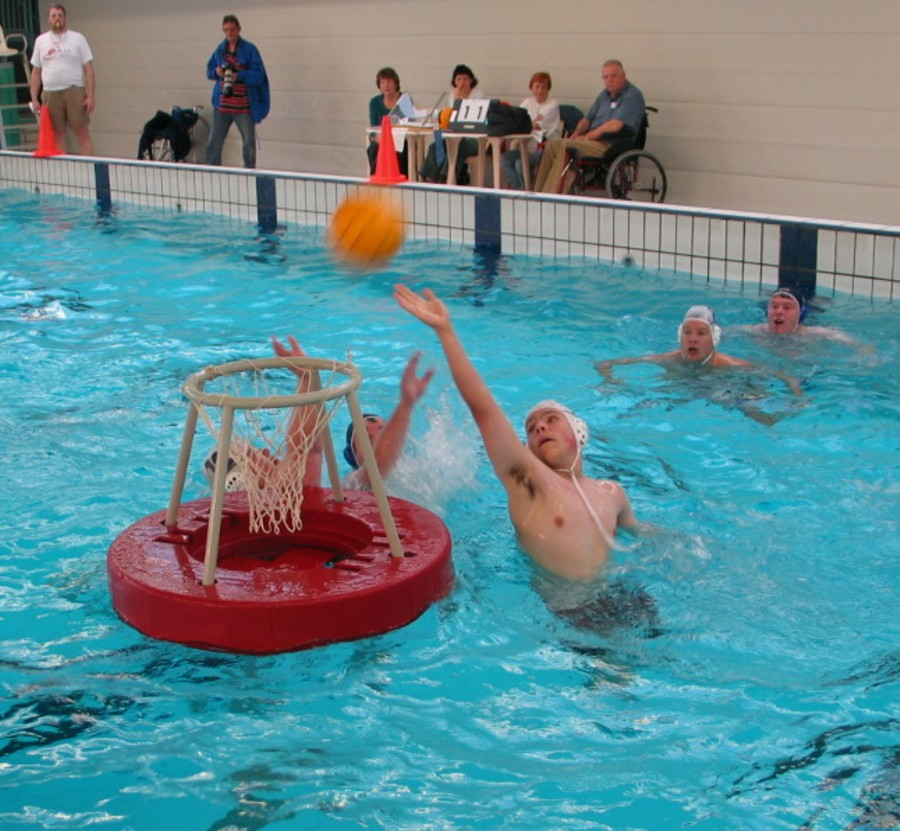
Partit de bàsquet aquàtic.

El bàsquet aquàtic és un esport aquàtic que barreja les regles del bàsquet i del waterpolo. Es juga en una piscina, i s'enfronten dos equips de cinc jugadors que han de fer cistella en un cert temps després de guanyar la possessió.
El 2005 la Federació Italiana de Bàsquet el va reconèixer com una forma de bàsquet.